# ليونيد روغوزوف
ليونيد إيفانوفيتش روغوزوف (بالروسية: Леонид Иванович Рогозов) ولد 14 مارس 1934 في مدينة تشيتا أوبلاست في الاتحاد السوفيتي، وقد توفي 21 سبتمبر 2000، سانت بطرسبرغ، روسيا.
كان طبيباً عاماً اشترك في البعثة السادسة الروسية للقارة القطبية الجنوبية بين عامي 1960-1961. في محطة نوفولازاريفسكايا (Novolazarevskaya). بينما كان هناك، أصيب بالتهاب الصفاق، وكان عليه أن يجري جراحة استئصال الزائدة الدودية على نفسه. وصارت إحدى أشهر الجراحات الذاتية. وقد كان ذلك في 30 أبريل 1961 وكان عمره آنذاك يناهز 27 عاماً. ظلَّ يعاني من أعرض الالتهاب لمدة 24 ساعة في ذلك المكان فقرر أن يقوم بإجراء العملية الجراحية لنفسه خاصة أنه الطبيب الوحيد وسط 13 فرداً الموجودين بالمكان. وبالفعل أجرى الجراحة تحت تأثير بنج موضعي واستغرقت ساعة و45 دقيقة. عاونه فيها مهندس ميكانيكي وعالم طقس. كان دورهما يتمثل في مناولته الآلات الجراحية وتوجيه مرآة إلى داخل الجرح حتى يتمكن من رؤية مكان الجرح. وبعد نجاح العملية الجراحية كتب عنه دكتور روغوزوف في النشرة الخاصة بالبعثة ولازالت الألات التي إستخدمها دكتور روغوزوف معروضة حتى الآن في أحد المتاحف في روسيا وبالتحديد في سانت بطرسبرغ.

## اقتباس من مذكرة ليونيد التي كتبها بنفسه
عملت بدون قفازات. كان الرؤية صعبة. ساعدتني المرآة. لكنها أعاقتني أيضاً، فهي تريك الأشياء بالمقلوب. لذا عملت بشكل رئيسي عن طريق اللمس، وكان النزف شديداً، لكنني أخذت وقتي وحاولت أن أتأكد من عملي.
عندما قمت بشق غشاء الصفاق، آذيت الأعور، وكان عليّ خياطته، وفجأة انتبهت إلى العديد من الإصابات الأخرى التي لم ألاحظها.
بدأت أضعف وأضعف، وراودني شعورٌ بالدوار، فكنت آخذ استراحة من عشرين إلى خمس وعشرين ثانية كل أربع أو خمس دقائق من العمل…
أخيراً شاهدت تلك الزائدة اللعينة، وأصابني الرعب عندما لاحظت البقعة السوداء آخرها، وهذا يعني أنه لو بقيت يوماً واحداً لانفجَرَت، و…
أسوء اللحظات التي عانيت منها وأنا أزيل الزائدة عندما شعرت بارتفاع ملحوظ في سرعة دقات قلبي تبعها انخفاض، كما شعرت بأن يدي كالمطاط، ولم يبق سوى إزالة الزائدة.
حسناً، لقد ظننت أن ذلك سينتهي بشكل سيء، وبعدها أدركت أنني نجوت…”